# Campofelice di Roccella
Campofelice di Roccella – miejscowość i gmina we Włoszech, w regionie Sycylia, w prowincji Palermo.
Według danych na rok 2004 gminę zamieszkiwało 5735 osób, 409,6 os./km².